# Stonehaven
Stonehaven (skotsk gaeliska: Cala na Creige, lågskotska: Steenhive) är en stad i Skottland. Den ligger i kommunen Aberdeenshire, 24 kilometer söder om Aberdeen och vid Nordsjön.
Stonehaven är grevskapet Kincardineshires historiska centrum. Dunnottar Castle ligger tre kilometer söder om Stonehaven.
Stonehaven är en hamnstad och var en viktig fiskehamn på 1800-talet. Staden har vuxit kraftigt sedan den brittiska oljeutvinningen i Nordsjön tog vid. I 2001 års folkräkning hade Stonehaven 9 577 innevånare. År 2006 uppskattades folkmängden vara 10 090.